# 杜立三
杜立三（1876年—1907年6月8日），原名杜国义，字阁卿，辽宁辽中人，清朝辽中县武裝首領，其父親和叔叔都先後割據並被官府處決。杜立三本人也與清军和沙俄军队作戰，1907年被张作霖处决。